# BU-740
La BU-740, conocida coloquialmente como Carretera de Logroño, es una carretera autonómica que transcurre entre la localidad de Miranda de Ebro y el límite provincial de Álava. Se trama de una de las principales vías de entrada o salida a la ciudad desde Álava y La Rioja.
El inicio de esta carretera burgalesa está en el casco urbano de Miranda de Ebro, junto a un puente sobre el río Bayas, donde enlaza con la Ronda Este de Miranda de Ebro. Finaliza en el límite con la provincia de Álava, junto a un puente sobre el río Zadorra. Tan sólo un kilómetro más adelante, en suelo alavés pasa a llamarse  A-2120  y conecta con la  AP-68  y la  N-124 . La longitud de esta carretera es aproximadamente de 3 km y conecta el centro de la ciudad con los barrios de Bayas y Los Ángeles así como con el Polígono Industrial de Bayas y el Polígono Industrial de Ircio.
Durante todo su recorrido consta de una sola calzada, con un carril para cada sentido de circulación y arcenes a ambos lados. Algunos cruces están regulados con rotondas y el límite máximo de velocidad es de 50 km/h. La  BU-740  está incluida en el Plan Regional de Carreteras 2008-2020 para su desdoblamiento debido a su volumen de tráfico. En 2006 la IMD era de 7.875 vehículos diarios, y la previsión de 2020 prevé una IMD de 12.191 vehículos al día.